# La Madonna delle rose
La Madonna delle rose (Revelation) è un film muto del 1924 diretto da George D. Baker.
Tratto da The Rosebush of a Thousand Years di Mabel Wagnalls, il soggetto era già stato portato sullo schermo in un precedente Revelation del 1918.

## Produzione
Il film fu prodotto dalla Metro-Goldwyn Pictures Corporation.

## Distribuzione
Distribuito dalla Metro-Goldwyn Pictures Corporation, il film uscì nelle sale cinematografiche USA il 23 giugno 1924. In Italia uscì l'anno successivo.